# Park skulptura Jakovlje
Park skulptura Jakovlje nalazi se u Jakovlju.

## Opis
Park skulptura Jakovlje smješten je u historicističkom perivoju dvorca Oršić u Jakovlju. Nastao je 1993. godine inicijativom akademskog kipara Ratka Petrića i pokretanjem Prve međunarodne kiparske kolonije. Do 2009. godine u perivoju je postavljeno šezdesetak skulptura suvremenih hrvatskih i stranih umjetnika među kojima se izdvajaju djela Milene Lah, Ivana Kožarića, Branka Ružića, Šime Vulasa i Petra Barišića. Zahvaljujući slobodnom izboru tema, upotrebi različitih materijala i individualnim kiparskim poetikama, ovaj Park skulptura karakterizira umjetnička heterogenost, planski i skladno uklopljena u povijesni graditeljsko-pejzažni sklop.

## Zaštita
Pod oznakom Z-7542 zaveden je kao nepokretno kulturno dobro - pojedinačno, pravna statusa zaštićena kulturnog dobra.